# Черниче
Чернѝче е село в Югозападна България. То се намира в община Симитли, област Благоевград.

## География
Село Черниче се намира в Югозападна България. Разположено е котловината между Малешевската планина и Пирин, на 1 километър от входа на Кресненското дефиле. Намира се на 274 метра надморска височина и има изцяло равнинен релеф. Регистрирани жители на селото – 1109 души. Към селото има два отдалечени квартала: Орловец и Сухата река.
Селото се намира на железопътна линия № 5 и има гара. В близост минава първокласният път Е 79 за Кулата и Гърция. Намира се от едната страна на река Струма, в близост до село Полето. В близост са и село Крупник, и град Симитли.

## История
Край селото, в местността Костово орнище през 1978 – 1979 и през 1982 година са проведени разкопки на некропол от ІХ – ХІ век, изграден с антични тухли. Открити са 31 гроба, като се предполага, че друга част са били унищожени преди разкопките. Гробовете са покрити със стреховидни покриви, което се приема за свидетелство за вплитането на античните традиции в културата на българското Средновековие.
Селото е образувано в 1955 година от населена местност Черниче, отделена от с. Крупник.

## Население

### Етнически състав
Българи, християни и българомохамедани преселници от село Каменица, обл. Благоевград.

## Културни и природни забележителности
В селото има църква „Свети Георги“, детска градина и основно училище „Св. св. Кирил и Методий“.

## Редовни събития
Всяка година на светлия християнски празник Свети дух в селото се организира събор. На храмовия празник „Св. Георги“ се организира курбан и водосвет за здравето на всички.
На 1 януари всяка година в селото се изпълнява ритуалът „Сурва“. Хора, маскирани като кукери и всякакви персонажи, обикалят из цялото село, за да изгонят злите духове и да пожелаят мирна и плодородна година. На този ден няма подмината къща, като жителите и гостите на селото стават едно цяло. Празникът продължава на селския площад с хора и музика до късно вечерта.

## Икономика
Село Черниче има сравнително добре развита икономика. В него се намира база от верига пунктове за скрап – ЕТ „Инвикто – Христо Миленков“. Има хранителни магазини, мини-маркети, кафенета и други.
- Снимка на село Черниче
- Черквата „Св. Георги Победоносец“
- Детската градина в селото
- Паркът в селото

## Известни личности
- Починали в Черниче
  - Николай Кашев (1941 – 2024), художник